# Юоста
Юоста́ (устар. Иоста; лит. Juosta) — река в Литве, протекает по территории Аникщяйского района Утенского уезда и Паневежского района Паневежского уезда на северо-востоке страны. Правый приток верхнего Нявежиса.
Длина реки составляет 51 км. Площадь водосборного бассейна — 273 км². Средний уклон — 0,86 м/км. Скорость течения — 0,1—0,2 м/с. Средняя годовая амплитуда колебаний уровня воды — 1,3 м. Средний расход воды — 1,42 м³/с.
Юоста вытекает из озера Юостинос около деревни Гурскай, на расстоянии 3 км к юго-востоку от Трошкуная. Течёт по Среднелитовской низменности, преимущественно на северо-запад. Впадает в Нявежис около деревни Паюостис на восточной окраине Паневежиса.
Притоки:
- левые: Ужлуписс, Юостинас;
- правые: Латава, Малмажа, Юрупис, Рякстинас, Акмяна, Селюпис[1].